# Сейфулла Одаджиоглу
Сейфулла Одаджиоглу е османски аян, управлявал в Айтос в края на XVIII и началото на XIX век.
Роден е в село Греманик в Източна Стара планина в семейството на еничарин. Първоначално кърджалия, към 1798 година се обявява за аян на Айтос, след което в съюз с други кърджалии и аяни извършва грабежи по Черноморието и за кратко завзема Бургас. През 1803 година, след като местните жители убиват предишния аян, поема управлението и на Карнобат, откъдето прогонва татарския султан Шахин Герай. По това време извършва набези към Русокастро и разрушава село Ахли. През 1805 година приема върховенството на русенския аян Исмаил Тръстениклиоглу, а към 1810 година е съюзник на бившия силистренски аян Сюлейман Йълъкоглу.